# Rock'n Soul (musikalbum av The Everly Brothers)
Rock'n'Soul, album utgivet i mars 1965 av The Everly Brothers. Rock'n'Soul var duons elfte LP och den åttonde på skivbolaget Warner Brothers.

## Låtlista
Placering i Storbritannien=UK

### Sid A
1. That'll Be the Day (Jerry Allison/Buddy Holly/Norman Petty) (UK #30)
2. So Fine (J. Gribble)
3. Maybellene (Chuck Berry/Russell Fratto/Alan Freed)
4. Dancing in the Street (Marvin Gaye/William "Mickey" Stevenson)
5. Kansas City (Jerry Leiber/Mike Stoller)
6. I Got A Woman (Ray Charles)

### Sid B
1. Love Hurts (Boudleaux Bryant)
2. Slippin' And Slidin' (Eddie Bocage/Albert Collins/Richard Wayne Penniman/James H. Smith)
3. Susie Q (Eleanor Broadwater/Coleman Hawkins/Stan Lewis)
4. Hound Dog (Jerry Leiber/Mike Stoller)
5. I'm Gonna Move To The Outskirts Of Town (Andy Razaf/Will Weldon)
6. Lonely Weekends (Charlie Rich)

När skivbolaget Warner Brothers återutgav albumet 2005 parades Rock'n'Soul ihop med albumet Beat & Soul på en CD. Dessutom fanns nedanstående nio bonusspår på skivan:
1. You're My Girl (Don Everly/Phil Everly)
2. Don't Let The Whole World Know (Don Everly/Phil Everly)
3. Kiss Your Man Goodbye (första inspelade versionen) (Don Everly/Phil Everly)
4. Give Me A Sweetheart (John D. Loudermilk)
5. Follow Me (Don Everly/Phil Everly)
6. Don't Ya Even Try (Don Everly/Phil Everly)
7. Susie Q (italiensk version) (Eleanor Broadwater/Coleman Hawkins/Stan Lewis)
8. La Luna E Un Palido Sole (Ingrosso/Mogol)
9. Non Mi Resti Che Tu (Corrado Lojacono/Nisa)